# Horváth Anna (politikus)
Horváth Anna (Csíkszereda, 1973. július 17.–) erdélyi magyar politikus. Kolozsvár volt alpolgármestere. Nagy Benedek erdélyi magyar közíró lánya.

## Életrajz
1996-ban végzett a bukaresti Közgazdasági Akadémia Kereskedelmi Karának Marketing Szakán, 2005-ben jogi tanulmányait fejezte be a Babeş–Bolyai Tudományegyetemen. 
Az RMDSZ-nek 1991-től tagja. 1996-ban, Frunda György államelnökjelölt kampánystábjának munkatársa. 1997-ben Tokay György kisebbségvédelmi megbízott miniszter tanácsosa volt, majd a Kisebbségvédelmi Hivatal és az Etnikumközi Kapcsolatok Hivatala Kolozsvár Területi Irodáját vezette. 2007-ben államtitkárrá nevezték ki az EU Integrációs Minisztériumba, majd a Fejlesztési, Középítkezési és Lakásügyi Minisztériumban dolgozott, ugyancsak államtitkári tisztségben.
2012-től az RMDSZ színeiben megválasztott kolozsvári városi tanácsos és alpolgármester.

## Díjak, kitüntetések
- A Romániai Magyar Demokrata Szövetség Ezüstfenyő Díja, 2010[2]
- A Kolozsvári Üzletasszonyok kitűnőségi díja, 2013
- A Romániai Zsidó Közösségek Föderációjának "A Romániai Zsidó Közösségek Barátja" c. kitüntetése, 2014
- A Kelemen Lajos Műemlékvédő Társaság tiszteleti fokozata, 2014[3]
- Külhoni Magyarságért Díj, 2017[4]